# Hermann Engelhard (Landrat)
Hermann Ferdinand Eduard Karl Engelhard (* 7. Januar 1864 in Obergembeck im Landkreis Waldeck-Frankenberg; † 4. Juli 1897 in Bad Nauheim) war ein deutscher Jurist und Landrat. 

## Leben
Hermann Engelhard wurde als Sohn des Domänenpächters Carl Engelhard und dessen Ehefrau Auguste Weber geboren, absolvierte nach dem Abitur am Gymnasium Korbach ein Studium der Rechts- und Staatswissenschaften an der Eberhard Karls Universität Tübingen und der Humboldt-Universität zu Berlin und legte im Herbst 1886 seine erste juristische Staatsprüfung am Kammergericht Berlin ab. Nach dem Referendariat folgte ím Oktober 1890 das zweite juristische Staatsexamen und Anstellung als Gerichtsassessor beim Amtsgericht Wetzlar.
Im Februar 1891 wurde er mit der einstweiligen Verwaltung der Stelle des Landrats in Korbach beauftragt, im September des Jahres aus dem Justizdienst entlassen und am 23. September 1891 definitiv zum Landrat im Kreis des Eisenbergs  in Korbach ernannt.
In seine Amtszeit fällt der Anschluss der Kreisstadt Korbach an die Bahnlinien nach Warburg und Marburg.

### Familie
Er heiratete am 15. November 1894 in Korbach Marie Waldeck, Tochter des Politikers Julius Waldeck.